# Üvegtörők
Az Üvegtörők (angolul: Breaking Glass) 1980-as brit film, melyet Brian Gibson rendezett, főszerepeiben Hazel O’Connor, Phil Daniels és Jonathan Pryce láthatóak. A film arról vált nevezetessé, hogy számos olyan színész szerepelt benne (gyakran csak nagyon kis szerepekben), akik később filmcsillagokká vagy a brit televíziófilmek meghatározó szereplőivé váltak, mint Mark Wingett, Richard Griffiths, Mark Wing-Davey, Jim Broadbent, Ken Campbell, Gary Tibbs, Peter-Hugo Daly, Derek Thompson, Janine Duvitski,  Michael Kitchen, Gary Olsen, Jonathan Lynn, Zoot Money, Gary Holton és Jon Finch. A film társproducere volt Dodi Fayed, a forgatókönyvet pedig a szintén társproducerként is közreműködő rendező, Brian Gibson írta. A film főszereplője, Kate (Hazel O’Connor alakításában) a kor legnépszerűbb brit énekesnője, Kate Bush után kapta nevét. Az Üvegtörőket az 1980-as cannes-i filmfesztiválon versenyen kívül vetítették.

## Cselekmény
|  | Alább a cselekmény részletei következnek! |

A történet Nagy Britanniában játszódik az 1980-as években. Kate, (Hazel O’Connor) a szabad-szellemű, ám tehetséges és kreatív énekes, bandájával helyi pubokban lép fel. Kate éppen  következő koncertjüket hirdető plakátokat ragaszt, amikor összetalálkozik Dannyvel (Phil Daniels). Danny „slágerlista manipuláló”, munkája abból áll, hogy tömegével vásárolja fel a támogatni kívánt előadók lemezeit, hogy ezzel azok előrébb jussanak a listákon. Danny kétségbeesetten próbál érvényesülni a zeneiparban. Miután elmegy Kate egy koncertjére, a lányban is azonnal lehetőséget lát. Győzködni kezdi az énekest, hogy váltson bandát, de Kate nem lelkesedik az ötletért.
Azonban Danny már kezébe vette az irányítást. Egy reggel Kate-et egy túlbuzgó basszusgitáros ébreszti. Kiderült, hasonlóan több reményteli jelentkezőhöz, ő is az aznapi újsághirdetésre jött: szeretne beszállni az alakuló zenekarba. Kate kezdetben ingerült, de aztán Danny segítségével nekiáll a zenekar tagjainak kiválogatásához. A legtöbb jelentkező borzalmas, kivéve Kent, (Jonathan Pryce) a félig süket, heroin függő szaxofonost. A zenekar eztán egészül ki a basszusgitáros Dave-vel (Gary Tibbs) és a szólógitáros Tonyval (Mark Wingett). Utolsónak csatlakozik a polgárpukkasztó Mick (Peter Hugo-Daly) mint dobos.
A zenekar továbbra is egy helyi pubban koncertezik, több-kevesebb sikerrel. A lokál tulajdonosa nem hajlandó fizetni, s egy verekedésbe fulladt koncert után Danny gitárját akarja lefoglalni anyagi fedezetként.
De az immár Breaking Glass névre hallgató zenekar nem hagyja magát elhallgattatni. Elkészítik első demo felvételüket, és megkeresnek egy koncertszervező irodát is, akikkel némi vita és alkudozás árán két évre leszerződnek. Az igazán nagy bulik most kezdődnek el. Karácsony éjszakáján a banda útban van London felé, hogy a fővárosban lépjenek fel. Kate és Danny a Londonba tartó vonaton vallják be végre egymásnak, mennyire sokra tartják a másikat, s eddig is alakuló kapcsolatuk így beteljesedik.
A zenekar a Music Machine-ben készül koncertet adni. A koncertre elmegy az Overlord Records lemezkiadó cég két munkatársa is, miután Danny azzal zsarolta őket, hogy felfedi, milyen gátlástalan eszközökkel manipulálják a slágerlistákat. A zenekarra telt ház vár, a műsor jól indul, ám pár perc múlva az áramszolgáltató sztrájkja miatt elmegy az áram. A tömeg morog. A zenekar a helyzetet mentve akusztikus hangszereket vesz kézbe, s folytatja a félbevágott számot. A tömeg Kate-tel együtt üvölti a refrént: „Who needs it?”
A nyilvánvaló sikerre a lemezkiadó cég is felkapja a fejét. Szerződést, producert ajánlanak, feltéve, ha Kate némi változtatást eszközöl „szeméremsértő” dalszövegein. Különösen a The Big Brother szövege szúrta a kiadó emberinek szemét. A zenekar a kiadó moderáltabb szövegjavaslatain csak nevet és nem megy bele az ajánlatba. Azonban egy következő fellépési lehetőséget már nem tudnak visszautasítani, jól lehet Kate kissé ellenségesen viszonyul a Rock Against 1984 elnevezésű antifasiszta demonstráción való fellépéshez. A zenekar nem sokkal érkezésük után készül is elhagyni a rendezvényt. Azonban fasiszta ellentüntetők egy csoportja megzavarja a demonstrációt. Kate úgy dönt, hogy maradnak, s eljátsszák a The Blackman című számukat. A dal provokatív szövege csak olaj a tűzre. A tüntetők és ellentüntetők összetűzése véres összecsapásba torkollik, melynek egy fiatal fiú áldozatul esik. A fiú Kate szemei előtt vívja haláltusáját, hisztérikusan segítségért kiáltozva.
A lemezkiadó cég a zenekar iránti hirtelen jött és tragikus alapú érdeklődést kihasználva erőltetik a zenészeket, hogy keressenek producert és fejezzék be az albumukat. Úgy tűnik, Dannyn kívül senki sem törődik Kate valós fizikai és mentális állapotával. Megegyeznek, hogy a befutott és elismert producert, Bob Woods-ot kérik fel a zenekar útjainak egyengetésére. Kate találkozik is Bobbal, és elénekli neki legújabb számát: Calls The Tune. A producer átveszi az irányítást a zenekar és Kate fölött is. Leforgatásra kerül első klipjük, ám a bandatagok között már érezhető a feszültség. Ken otthagyja a stúdiómunkát, mivel az új számban már nincs szükség szaxofonra. Mick is elégedetlen, az új zenekari profil nem jelent számára kihívást, Danny pedig – nem is ok nélkül – féltékeny Bobra. Végül mindhárman kilépnek és saját zenei vállalkozásba fognak.
Kate-et egyre inkább magába szippantja a zeneipar gépezete. Kezdi elveszíteni régi önmagát és régi stílusát, végül a The Big Brother kritikus szövegét is megváltoztatja a kiadó által javasolt módon. Ez azonban nem marad észrevétlenül a rajongók előtt. Mind többen vádolják azzal, hogy eladta magát, feladta eredeti személyiségét. Kate egyre nehezebben viseli a ránehezedő nyomást. Nyugtatókkal próbálja átvészelni a turnékat, ám már ez sem elég. Az énekesnőnek injekciók adják az erőt, hogy színpadra tudjon állni. Legutolsó koncertjükön azonban az Eighth Day című szám után képtelen tovább kitartani és elmenekül. A metróban köt ki, de már nem képes kontrollálni a világot maga körül. Hallucinációk gyötrik legszörnyűbb félelmeiről, legborzalmasabb emlékeiről. Az egykor életvidám, pimasz, lázadó lány összeomlik, karrierje, élete derékba törik.
Az összeomlás után Kate-et egy otthonban kezelik. Itt látogatja meg őt Danny, aki ajándékot hoz: Kate egykori mini-szintetizátorát. A lány oly sok mindent mondana, de nem tud beszélni, hangja cserbenhagyta. Még látjuk, ahogy Danny távolodik az otthontól, miközben megszólal a film utolsó dala az If Only.
|  | Itt a vége a cselekmény részletezésének! |

## Főszereplők
- Phil Daniels (Bor Zoltán) – Danny
- Hazel O’Connor (Kocsis Mariann) – Kate
- Jon Finch (Kőszegi Ákos) – Woods
- Jonathan Pryce (Fazekas István) – Ken
- Peter-Hugo Daly (Bartucz Attila) – Mick
- Mark Wingett (Seszták Szabolcs) – Tony
- Gary Tibbs (Fekete Zoltán) – Dave
- Charles Wegner (Kassai Károly) – Campbell
- Mark Wing-Davey – Fordyce
- Hugh Thomas – Davis
- Derek Thompson – Andy
- Nigel Humphreys – Brian
- Ken Campbell (Wohlmuth István) – kocsmáros
- Lawri Ann Richards – Jane (mint Lowri Ann Richards)
- Peter Tilbury – CID-hivatalnok

## Fogadtatása
A filmet gyakran a punk példájaként említik, míg az éppen az új hullám térnyeréséről szól. Ez a film zenebetétein is tetten érhető, mely dallamosabb és kifinomultabb, részben Tony Visconti producernek köszönhetően. A zenében gyakran dominál a szaxofon is, melyen a filmben Pryce karaktere, Ken játszik. Pryce minden szaxofonrészt megtanult, így a filmben látható ujj-játéka pontos, bár a hangfelvételeken nem az ő előadása hallható.
Szintén gyakran hozzák fel a művet, mint a Thatcher előtti Nagy-Britannia, azon belül is a „Winter of Discontent” (1978–79 tele) illusztrációját. Erre a télre a fiatalok lázongása, általános nyugtalanság valamint a faji és társadalmi feszültség volt jellemző.
A filmzene kultikussá vált, több hétig szerepelt a TOP20-as listán Nagy-Britanniában. Két szám is megjelent kislemezen és szerepelt a TOP10-es listán: az Eighth Day (5.) és a Will You (8.).

## Dalok listája
| #   | Cím                   | Cím magyarul      | Hossz |
| --- | --------------------- | ----------------- | ----- |
| 1.  | Writing On The Wall   | Írás a falon      | 3:23  |
| 2.  | Monsters In Disgusise | Álruhás szörnyek  | 3:24  |
| 3.  | Come Into The Air     |                   | 3:44  |
| 4.  | Big Brother           | Nagy Testvér      | 3:06  |
| 5.  | Who Needs It          | Kinek kell ez     | 3:10  |
| 6.  | Will You?             | Fogsz-e?          | 4:48  |
| 7.  | Eighth Day            | A nyolcadik napon | 3:13  |
| 8.  | Top Of The Wheel      | A kerék tetején   | 3:15  |
| 9.  | Calls The Tune        |                   | 3:02  |
| 10. | Blackman              | Fekete ember      | 3:44  |
| 11. | Give Me An Inch       | Add a kisujjad    | 3:09  |
| 12. | If Only               | Bárcsak           | 4:15  |

## Fordítás
- Ez a szócikk részben vagy egészben  a   Breaking Glass című angol Wikipédia-szócikk ezen változatának fordításán alapul.  Az eredeti cikk szerkesztőit annak laptörténete sorolja fel. Ez a jelzés csupán a megfogalmazás eredetét és a szerzői jogokat jelzi, nem szolgál a cikkben szereplő információk forrásmegjelöléseként.